# Пройда, Артемий Гордеевич
Арте́мий Горде́евич Про́йда (1873 — после 1917) — член II Государственной думы от Екатеринославской губернии.

## Биография
Крестьянин деревни Петровка Новомосковского уезда. Землевладелец (120 десятин, в том числе 30 десятин приобретённой земли).
Окончил начальную сельскую школу. Служил волостным писарем в селе Артельном Павлоградского уезда, представлял Павлоградский уезд в губернской землеустроительной комиссии. По сведениям Департамента полиции, в 1905 году собирал крестьянские митинги, на которых выступал с антиправительственными речами.
В феврале 1907 года был избран членом II Государственной думы от Екатеринославской губернии. Входил в Трудовую группу и фракцию Крестьянского союза. Состоял членом комиссии по исполнению государственной росписи доходов и расходов.
После роспуска Думы вернулся в родную деревню, отошёл от общественной и агитационной деятельности.
Дальнейшая судьба неизвестна.